# Amphoe Umphang
Amphoe Umphang (thailändisch อำเภอ อุ้มผาง; Aussprache: [ʔûmpʰǎːŋ]) ist ein Landkreis (Amphoe – Verwaltungs-Distrikt) in der Provinz Tak. Die Provinz Tak liegt in der Nordregion von Thailand.

## Geographie

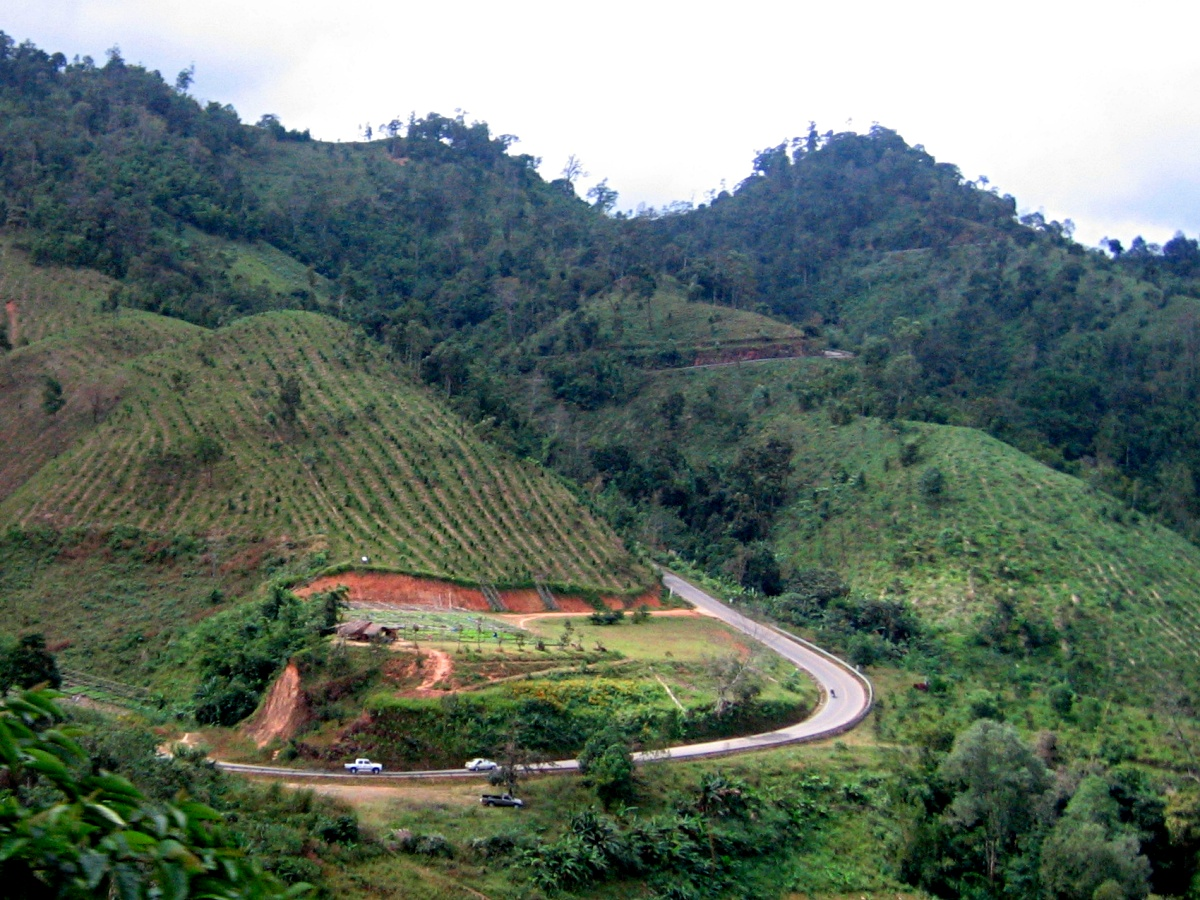
Kurvige Bergstraße in Umphang

Der Landkreis Umphang liegt im äußersten Süden der Provinz Tak und grenzt an die Provinzen Kamphaeng Phet, Nakhon Sawan, Uthai Thani und Kanchanaburi sowie im Westen an Birma. Damit ist Umphang der Distrikt mit den vielfältigsten Grenzen der Provinz Tak. Es ist außerdem der flächengrößte und zugleich der am dünnsten besiedelte unter Thailands Verwaltungsbezirken.
Die benachbarten Amphoe sind vom Norden im Uhrzeigersinn aus gesehen Phop Phra in der Provinz Tak, an die Amphoe Khlong Lan und Pang Sila Thong in der Provinz Kamphaeng Phet, die Amphoe Mae Wong und Mae Poen in der Provinz Nakhon Sawan, Amphoe Ban Rai in der Provinz Uthai Thani sowie die Amphoe Thong Pha Phum und Sangkhla Buri der Provinz Kanchanaburi. Im Westen hinter einer langen, bergigen Grenzlinie liegt der Kayin-Staat in Birma.
Infolge der bergigen Lage ist Umphang eine der am wenigsten erschlossenen Gebiete des Landes; deshalb wurde es auch von kommunistischen Aufständischen in den 1960er und 1970er-Jahren als Rückzugsgebiet genutzt. Von den anderen Teilen der Provinz Tak ist Umphang durch die Thanon Thongchai-Berge (ทิวเขาถนนธงชัย) getrennt. Der Süden des Landkreises gehört zum Naturschutzgebiet Wildschutzgebiet Thung Yai Naresuan, während der zentrale Bereich um den Ort Umphang herum zum Wildschutzgebiet Umphang gehört. Östlich schließt sich daran der Nationalpark Mae Wong an, der in den Provinzen Tak und Kamphaeng Phet liegt. Noch weiter östlich liegt der Nationalpark Khlong Lan in Kamphaeng Phet. Der Khao Kachoela (auch Khao Khiao, „Grüner Berg“) in Amphoe Umphang ist mit 2152 m Höhe einer der höchsten Berge Thailands.
Eine wichtige Wasserader der Amphoe ist der Fluss Klong (แม่น้ำกลอง), der hier entspringt und seinen Weg weiter nach Süden in die Provinz Kanchanaburi nimmt.
Amphoe Umphang kann nur über eine einzige Straße erreicht werden: von Norden aus Amphoe Phop Phra, Provinz Tak. Nach allen anderen Richtungen ist das Gebiet von hohen Bergen umgeben und unzugänglich.

## Bevölkerung

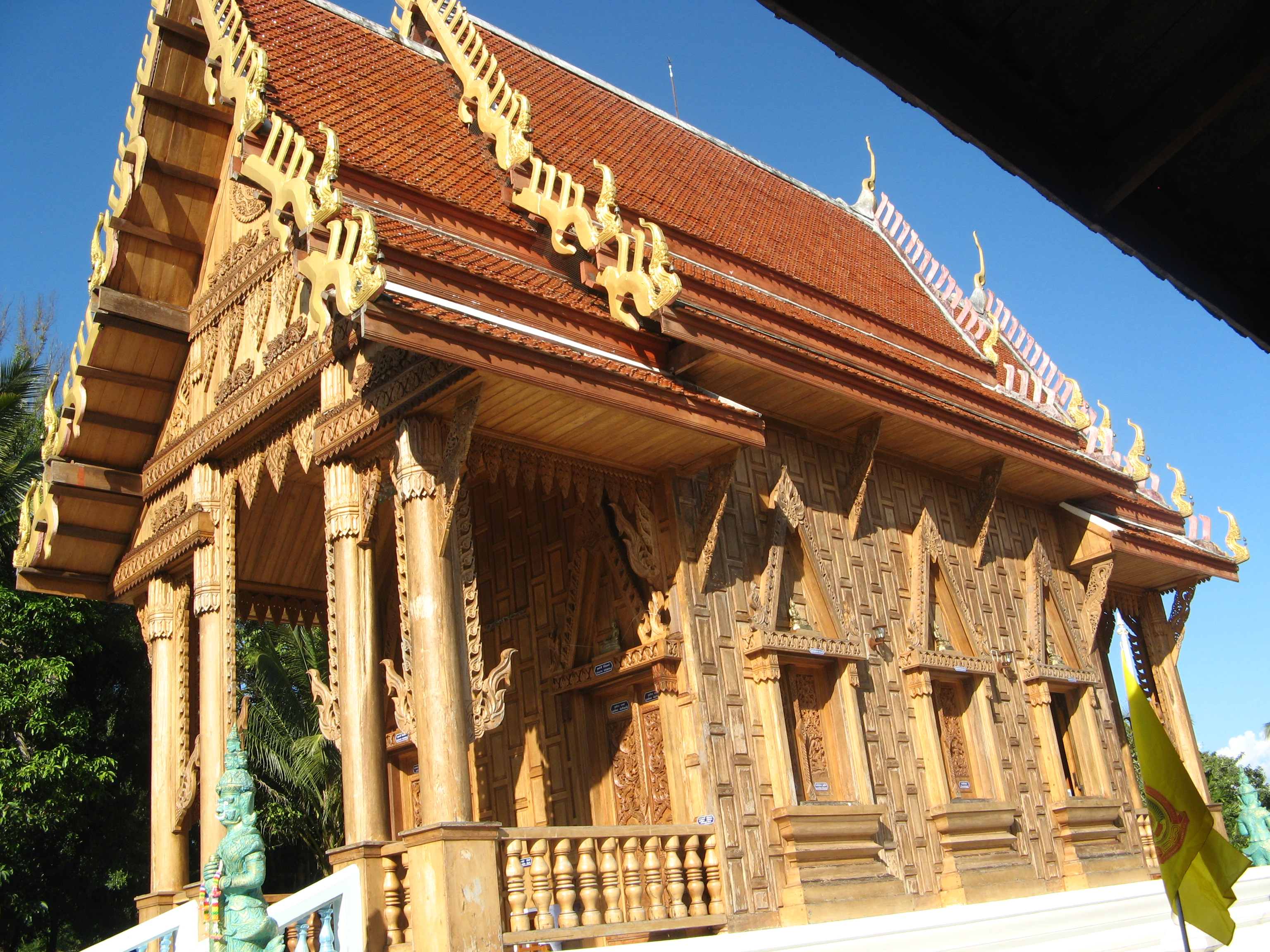
Wat Nong Luang, Tambon Nong Luang

Ein Großteil der Einwohner von Umphang stammt von den thailändischen Bergvölkern ab und gehört meist zu den Karen. Tatsächlich haben die Karen hier vor den Thai gesiedelt, so dass viele Ortsnamen aus deren Sprache stammt.

## Geschichte
Umphang wurde 1898 als Amphoe Mae Khlong (อำเภอแม่กลอง) in der Provinz Uthai Thani eingerichtet. 1906 wurde die Amphoe in Umphang umbenannt und kam zur Provinz Kamphaeng Phet. Am 1. Januar 1926 kam Umphang zur Provinz Tak und man änderte den Status des Amphoe zu einem Unterbezirk (King Amphoe), ehe sie 1959 wieder zu einer vollen Amphoe hochgestuft wurde.

## Sehenswürdigkeiten

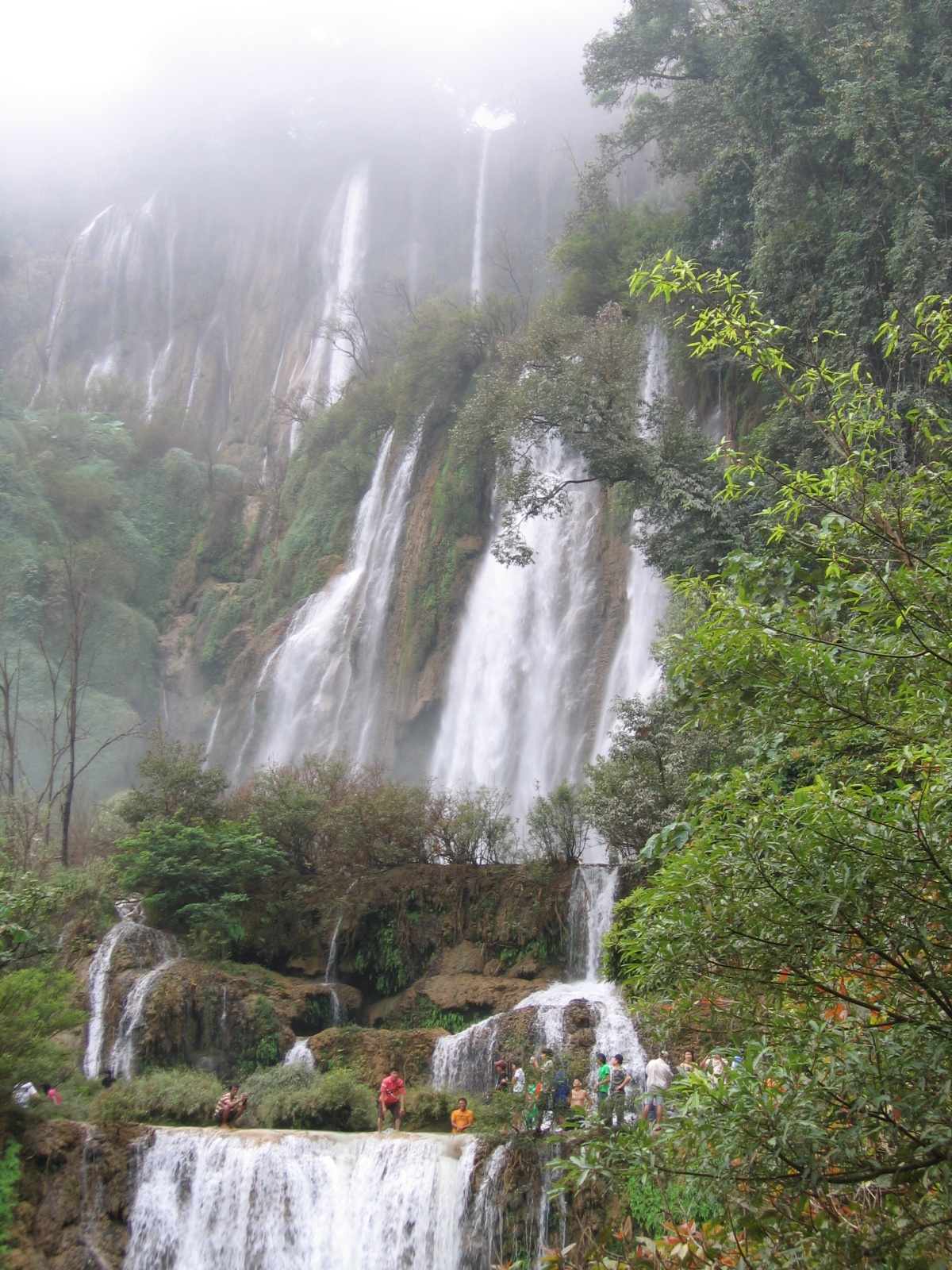
Wasserfall Thi Lo Su

- Wasserfall Thi Lo Su (น้ำตกทีลอซู) – größter Wasserfall Thailands
- Wasserfall Thi Lo Dscho (น้ำตกทีลอจ่อ)
- Wasserfall Sai Rung (น้ำตกสายรุ้ง)
- Wasserfall Thi Lo Le (น้ำตกทีลอเล)

## Verwaltung

### Provinzverwaltung
Amphoe Umphang besteht aus 6 Unterbezirken (Tambon), die weiter in 38 Dörfer (Muban) gegliedert sind.
| Nr. | Name       | Thainame | Dörfer | Einwohner |
| --- | ---------- | -------- | ------ | --------- |
| 1.  | Umphang    | อุ้มผาง    | 06     | 04.394    |
| 2.  | Nong Luang | หนองหลวง | 04     | 02.152    |
| 3.  | Mokro      | โมโกร    | 07     | 06.236    |
| 4.  | Mae Chan   | แม่จัน     | 12     | 12.188    |
| 5.  | Mae Lamung | แม่ละมุ้ง   | 05     | 01.691    |
| 6.  | Mae Klong  | แม่กลอง   | 04     | 2.382     |

### Lokalverwaltung
Es gibt drei Kleinstädte (Thesaban Tambon) im Landkreis:
- Umphang (เทศบาลตำบลอุ้มผาง) besteht aus Teilen des Tambon Umphang,
- Mae Chan (เทศบาลตำบลแม่จัน) besteht aus dem gesamten Tambon Mae Chan,
- Mae Klong (เทศบาลตำบลแม่กลอง) besteht aus Teilen des Tambon Nong Luang und dem gesamten Tambon Mae Klong.

Außerdem gibt es zwei „Tambon Administrative Organizations“ (TAO, องค์การบริหารส่วนตำบล – Verwaltungs-Organisationen) für die Tambon im Landkreis, die zu keiner Stadt gehören.